# Kißlegg
Kißlegg è un comune tedesco di 9 290 abitanti situato nel land del Baden-Württemberg.

## Amministrazione

### Gemellaggi
- Fontanellato